# Saint-Ulric-en-Forêt-Noire

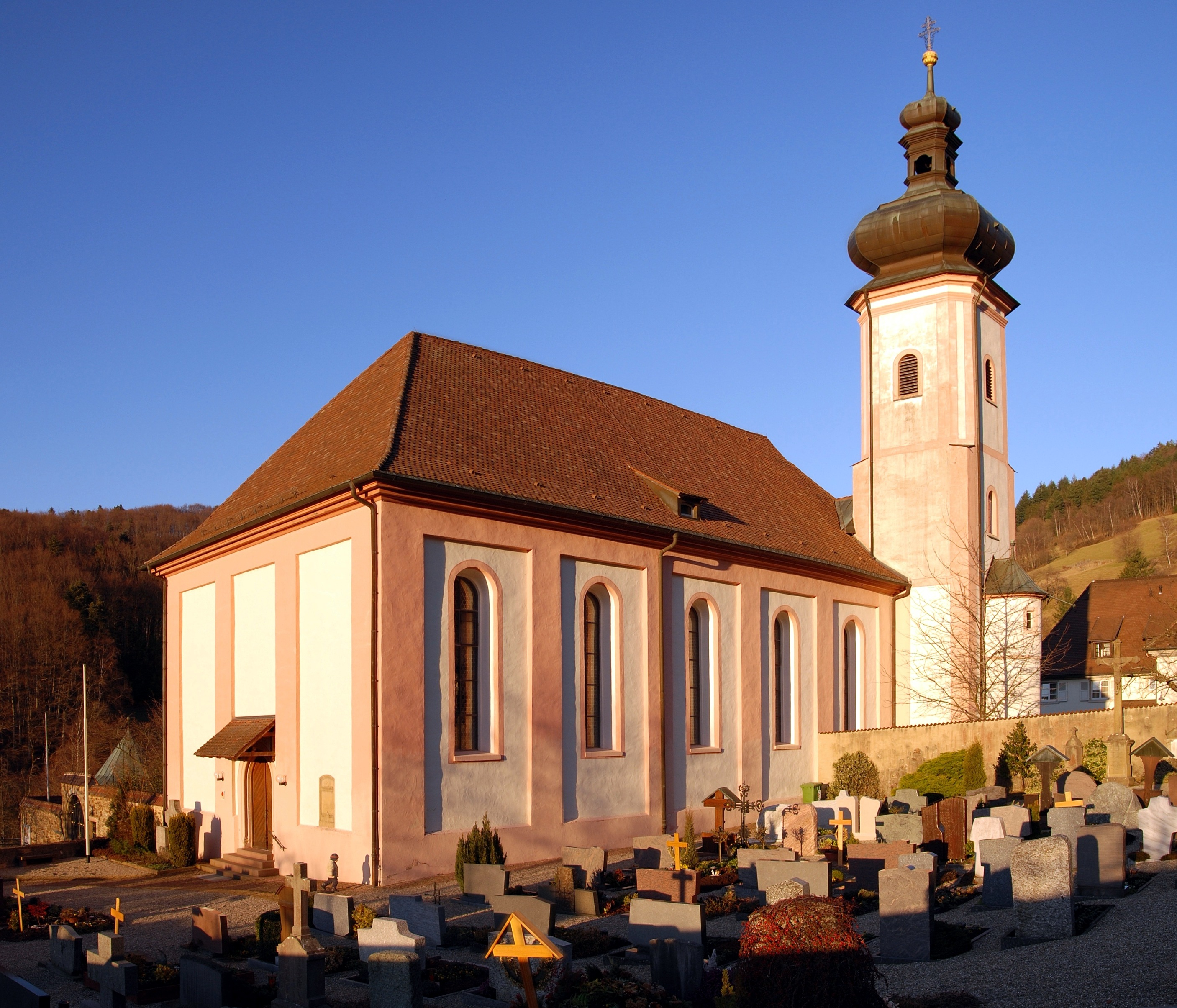
Vue de l'église Saint-Ulric, aujourd'hui église paroissiale

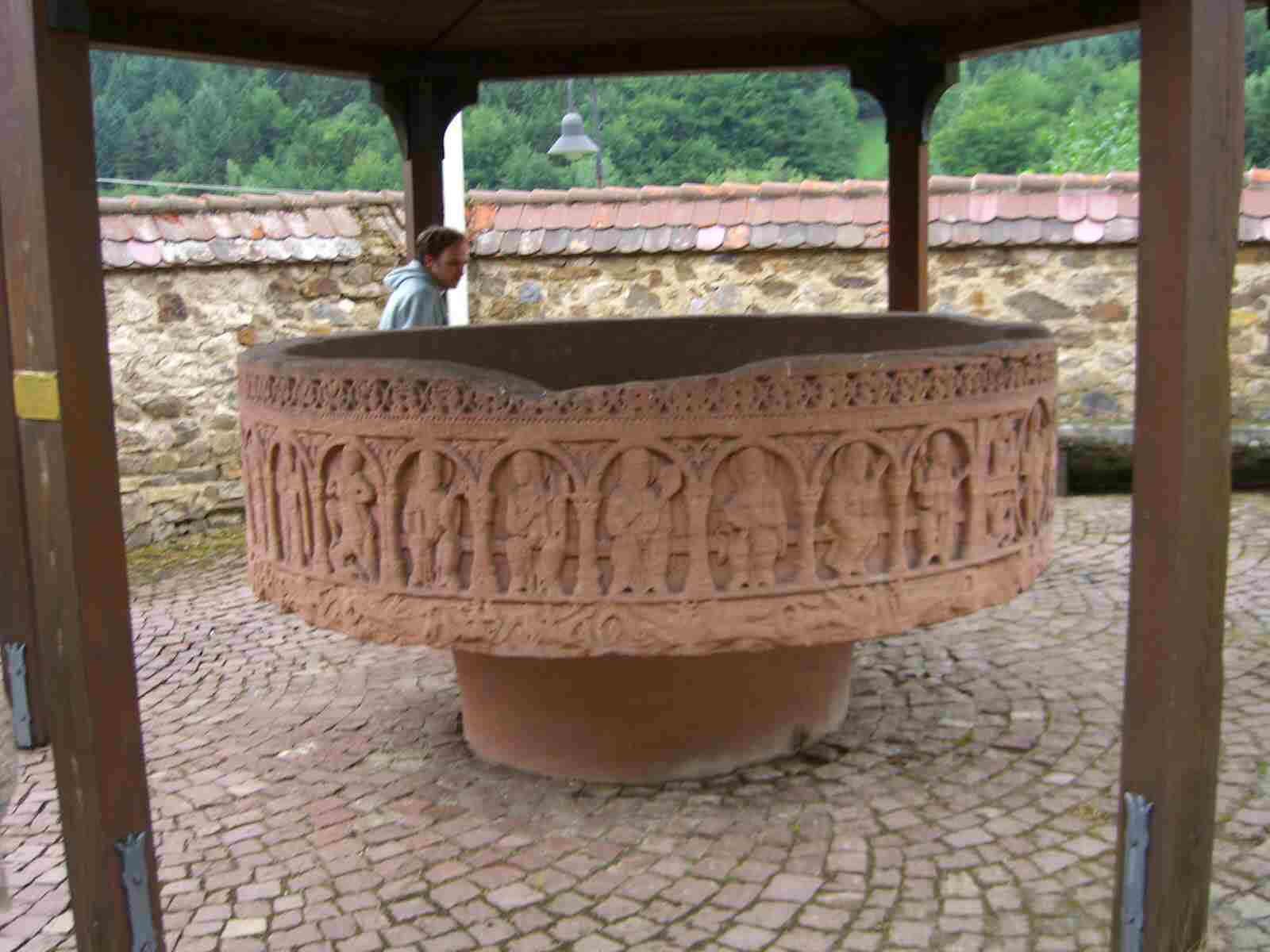
Fonts baptismaux

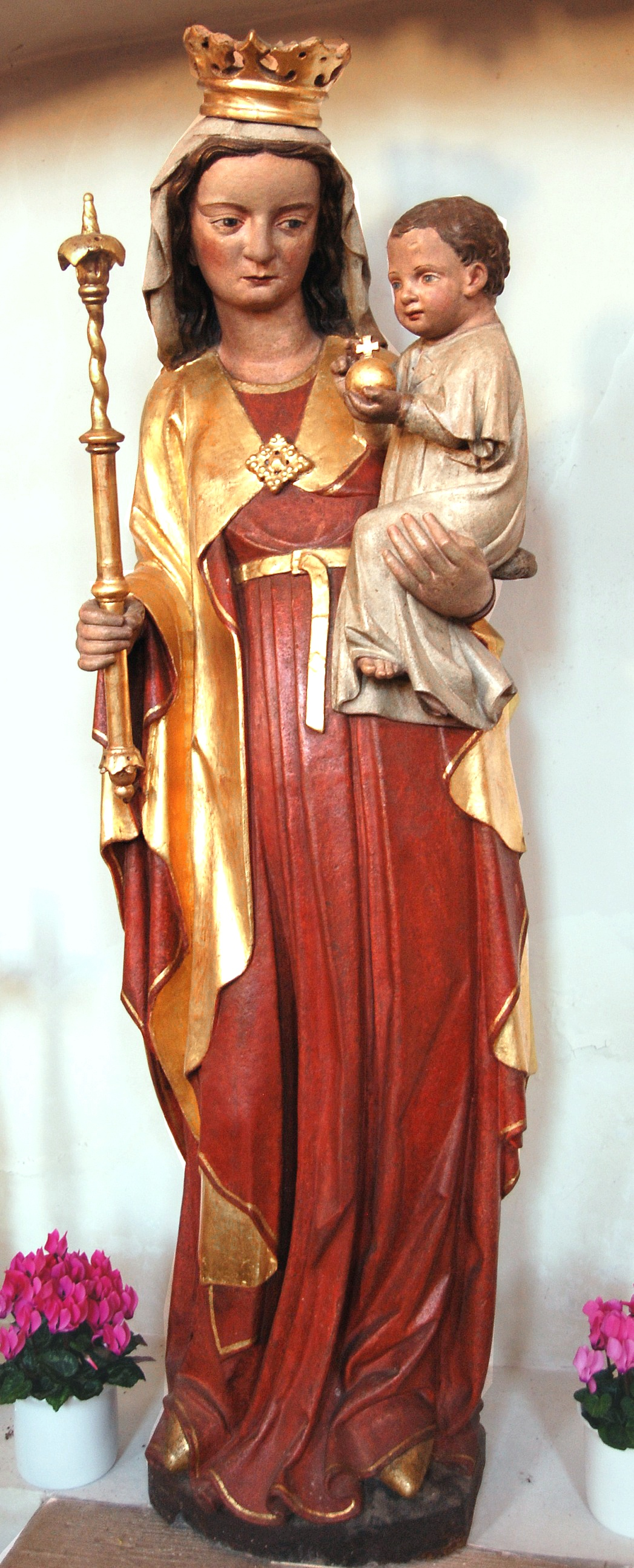
Statue de la Vierge à l'Enfant du XIIIe siècle

Saint-Ulric-en-Forêt-Noire (en allemand St. Ulrich im Schwarzwald), était un prieuré bénédictin, dépendant de l'abbaye de Cluny en Bourgogne. Il se trouve dans la vallée de la rivière Möhlin en Forêt-Noire, sur l'actuelle commune de Bollschweil dans le Bade-Wurtemberg. Il est devenu église paroissiale.

## Histoire
C'est le moine saint Ulric (1029-1093), ancien de Cluny, qui fonde le prieuré à l'époque de la Querelle des Investitures dans la partie occidentale de la Forêt-Noire. Saint Ulric prend la tête d'une communauté déjà fondée avant 1072 à Oberrimsingen et qui avait déménagé autour de 1080 à Grüningen, près d'Oberrimsingen. Ulric prend appui sur l'abbaye mère et est aidé aussi par les seigneurs locaux, Hesso d'Eichstetten et Hermann Ier, margrave de Bade. La communauté déménage encore à Zell en 1087, où se trouvait autrefois une communauté installée en 868 et issue de l'abbaye de Saint-Gall. L'évêque de Bâle, Bourcard d'Asuel, qui avait acquis le domaine entre 1072 et 1107, le laisse aux moines à charge pour eux de l'entretenir.
Le prieuré se développe rapidement et étend ses propriétés jusqu'en Alsace, dans le Brisgau et l'Ortenau sur la rive droite du Rhin. Les villages de Grüningen, Boschweill, Wolfenweiler et Hochdorf lui appartiennent et il échange celui d'Achkarren en 1315 pour celui de Feuerbach. Le prieuré est protégé par différents seigneurs-baillis, dont les comtes de Nimbourg, les évêques de Strasbourg (au XIIIe siècle), les Hohenstauffen ensuite, les comtes de Fribourg-en-Brisgau, et, à partir de 1445, les ducs d'Autriche antérieure.
Toutefois la communauté qui déclinait dans les années 1300, retrouve une certaine vigueur sous le priorat de Paulus von Kunheim (1448-1489). Le prieuré périclitant Cluny en remet l'administration au custode du chapitre de Bâle, qui la remet entre les mains du prieur d'Istein. Finalement St-Ulric est rattaché à l'époque de la Réforme à l'abbaye Saint-Georges en Forêt Noire, avant la disparition de cette dernière, puis à l'abbaye Saint-Pierre en Forêt Noire vers 1560. Elle lui est incorporée en 1578 et n'étant plus prieuré devient une simple demeure de dépendance. Lorsque Saint-Pierre est démantelée en 1806, après les lois de sécularisation de 1803, l'ancien prieuré disparaît aussi.
Il reste aujourd'hui l'ancienne église du prieuré devenue église paroissiale, l'église Saint-Ulrich qui abrite une exquise statue de la Vierge à l'Enfant datant du XIIIe siècle. On remarque aussi devant l'église des fonts baptismaux des XIe – XIIe siècles.
Le diocèse de Fribourg a installé dans une partie des bâtiments anciens une école de formation pour adultes en 1949.

## Source
- (de) Cet article est partiellement ou en totalité issu de l’article de Wikipédia en allemand intitulé « St. Ulrich im Schwarzwald » (voir la liste des auteurs).